# Малый Уктым
Малый Уктым — река в России, протекает по Республике Коми (Удорский район) и Архангельской области (Ленский район). Устье реки находится в 60 км по левому берегу реки Уктым (которая образуется в результате слияния Малого Уктыма и Лунмича). Длина реки — 94 км, площадь водосборного бассейна — 553 км².
Высота истока свыше 177,6 м над уровнем моря. Высота устья — 108 м над уровнем моря.
Населённых пунктов по берегам реки нет.

## Данные водного реестра
По данным государственного водного реестра России относится к Двинско-Печорскому бассейновому округу, водохозяйственный участок реки — Вычегда от города Сыктывкар и до устья, речной подбассейн реки — Вычегда. Речной бассейн реки — Северная Двина.
Код объекта в государственном водном реестре — 03020200212103000023368.